# Lake Oroville
Lake Oroville, ook bekend onder de naam Lake Edmonston, is een stuwmeer in de Amerikaanse staat Californië in Butte County. Het meer is gevormd door de Oroville Dam, voltooid in 1968, op de Feather River. De dam werd voltooid in 1968, is de hoogste dam van de Verenigde Staten, en wordt gebruikt om elektriciteit op te wekken. Lake Oroville ligt in de westelijke foothills van de Sierra Nevada, zo'n 8 kilometer ten noordoosten van Oroville. Met een volume van zo'n 4,3 km³ is Lake Oroville het op een na grootste stuwmeer van Californië, na Shasta Lake.
Het stuwmeer is een belangrijk element in het California State Water Project.